# Калафаті Василь Павлович
Калафаті Василь Павлович (29 січня [10 лютого] 1869, Євпаторія — 20 березня (за іншими відомостями, 30 січня) 1942, Ленінград) — російський і радянський композитор і музичний педагог.
Перші уроки музики маленький Василь отримав у віці восьми років. Грі на фортепіано, а також початкове навчання композиції він пройшов у Криму. Уже в 18 років склав свої перші твори для фортепіано, а також «Дует для двох скрипок», які, на жаль, не збереглися.
У 1899 році закінчив Петербурзьку консерваторію по класу композиції у Миколи Римського-Корсакова. З 1906 по 1929 викладав у консерваторії поліфонію (з 1913 — професор), серед його учнів — Борис Асаф'єв, Узеїр Гаджибеков, Хейно Еллер, Володимир Щербачов, Марія Юдіна, Володимир Цибін, Романос Мелікян, Віктор Трамбицький, Дмитро Шостакович та багато інших. Приватно займався з І. Ф. Стравінським, який характеризував його як обдарованого педагога, але консервативного в музичних поглядах. За словами Стравінського: "Калафаті навчив мене вдаватися до слуху як до першого і останнього критерію, за що я йому вдячний. Я займався у нього більше двох років ".
За радянських часів композитор продовжував вести активну музично-просвітницьку та педагогічну діяльність, помер під час блокади Ленінграда взимку 1942 року. Син композитора, Анатолій, що пішов по стопах свого батька, зберіг його архів, який згодом потрапив в одну з антикварних крамниць Монастиракі в Афінах, звідки він був викуплений Музичною студією факультету музичної освіти Іонічного університету і перевезений на острів Корфу.
Стиль Калафаті перегукується з творами Римського-Корсакова і композиторів Бєляєвського гуртка. Серед його творів найбільш відома симфонічна поема «Легенда», написана в пам'ять про Франца Шуберта і яка отримала премію на Міжнародному шубертівському конкурсі, що проводився у Відні в 1928.